# Чіанграй

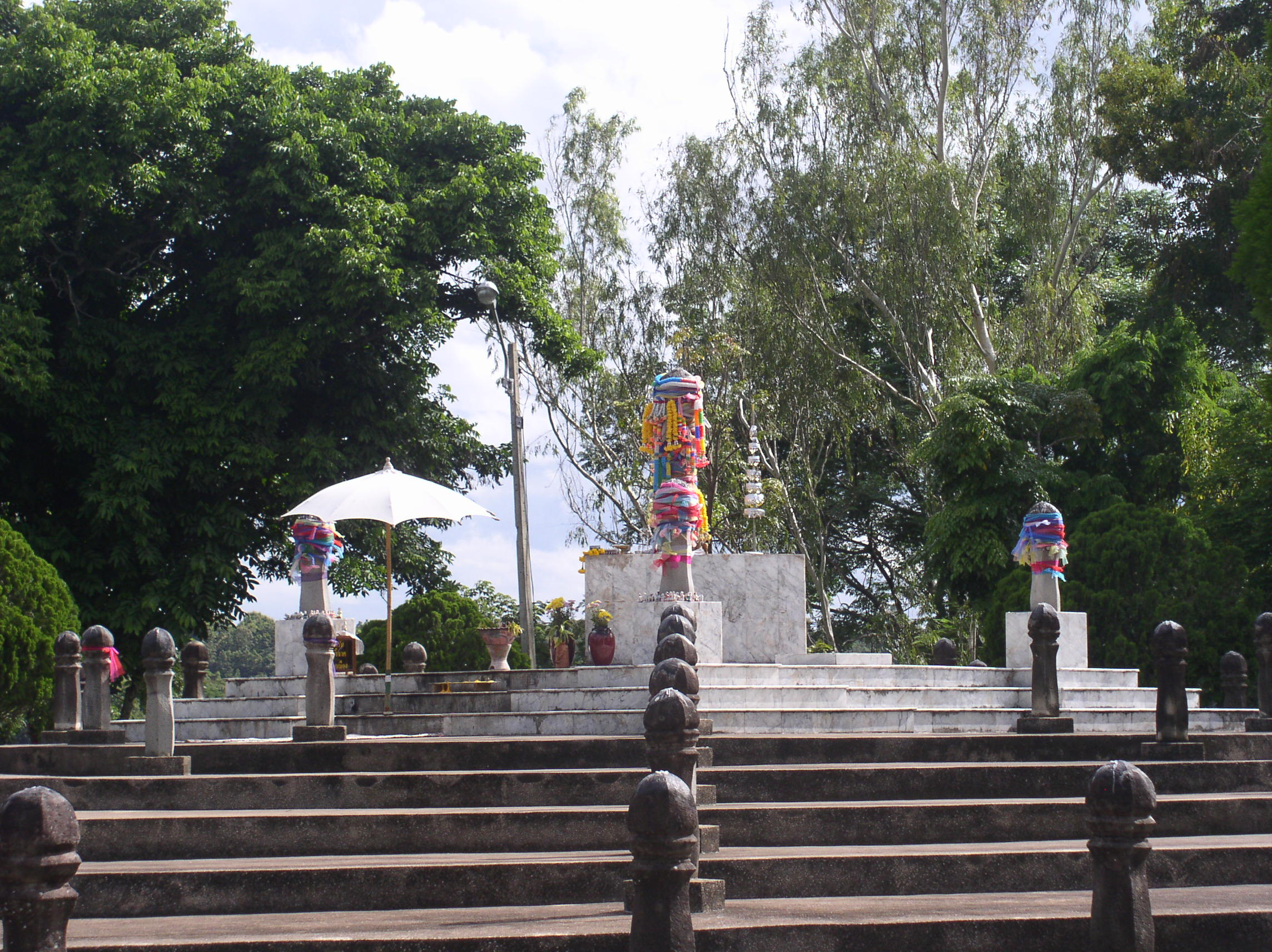
Центр міста Чіанграй

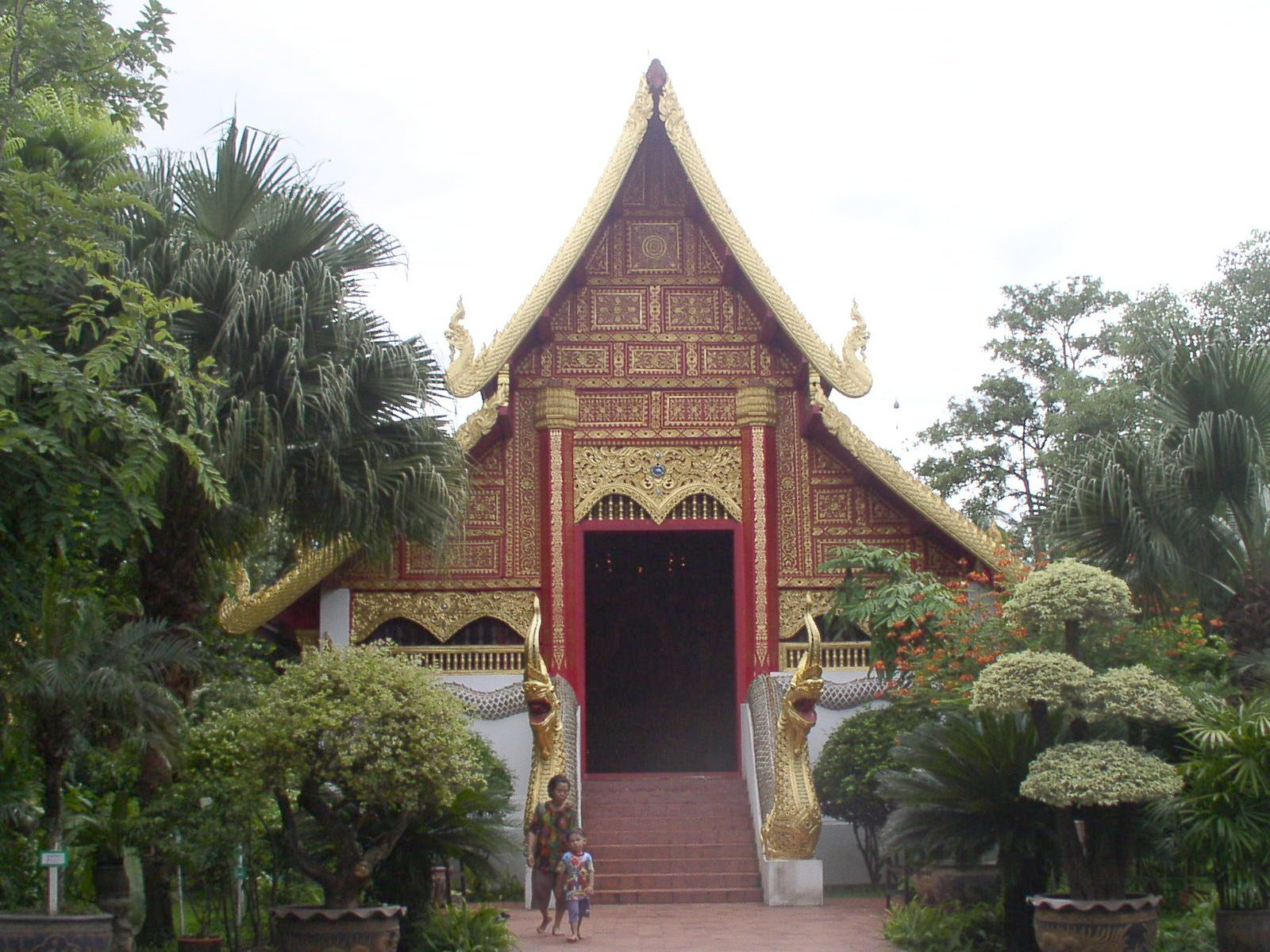
Ват Пхракео

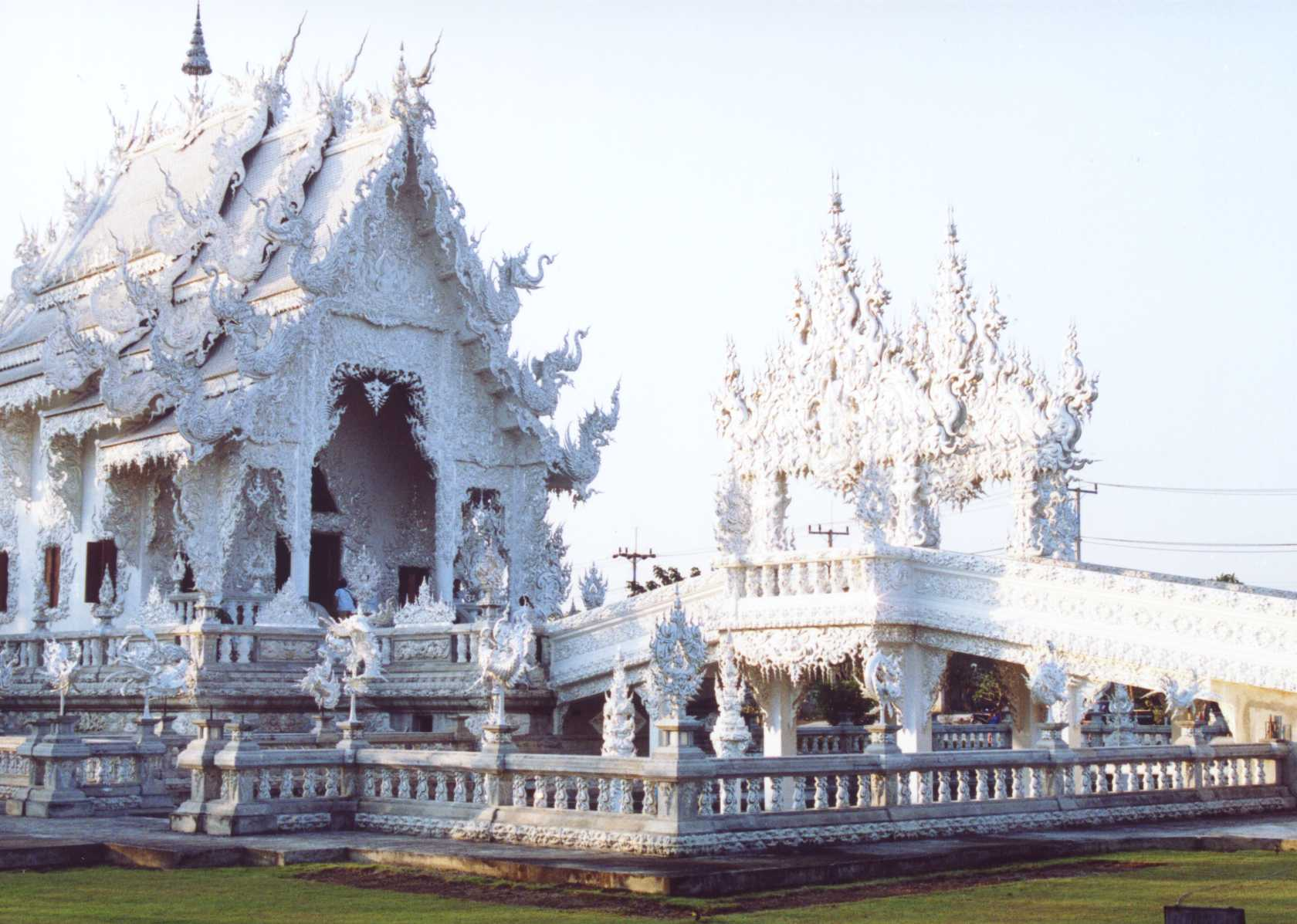
Ват Ронг Кхун

Чіанграй (тай. เชียงราย) — місто в північному Таїланді, столиця однойменної провінції. Населення — 136 000 осіб.
У місті живуть також малі народи акха, карени, лісу, мяо.

## Історія
Чіанграй заснував у 1262 король Менграй на річці Кок на місці поселення народностей лава та монів, довгий час місто було столицею королівства Ланна (Країна мільйона рисових полів), яке пізніше завойовали бірманці.
У 1786 король Рама I приєднав Чіанграй до Таїланду.
У 1910 король Рама VI зробив Чіанграй центром однойменної провінції.

## Клімат
| Клімат (1981–2010)                         | Клімат (1981–2010) | Клімат (1981–2010) | Клімат (1981–2010) | Клімат (1981–2010) | Клімат (1981–2010) | Клімат (1981–2010) | Клімат (1981–2010) | Клімат (1981–2010) | Клімат (1981–2010) | Клімат (1981–2010) | Клімат (1981–2010) | Клімат (1981–2010) | Клімат (1981–2010) |
| Показник                                   | Січ.               | Лют.               | Бер.               | Квіт.              | Трав.              | Черв.              | Лип.               | Серп.              | Вер.               | Жовт.              | Лист.              | Груд.              | Рік                |
| Абсолютний максимум, °C                    | 34,3               | 37,0               | 39,3               | 40,5               | 39,6               | 39,6               | 36,2               | 35,6               | 35,0               | 34,3               | 34,9               | 33,5               | 40,5               |
| Середній максимум, °C                      | 28,6               | 31,3               | 33,8               | 34,8               | 33,1               | 32,1               | 31,1               | 30,9               | 31,1               | 30,5               | 28,8               | 27,2               | 31,1               |
| Середня температура, °C                    | 19,7               | 21,6               | 24,6               | 27,1               | 27,1               | 27,2               | 26,7               | 26,5               | 26,2               | 25,1               | 22,2               | 19,4               | 24,4               |
| Середній мінімум, °C                       | 12,8               | 13,7               | 16,9               | 20,6               | 22,5               | 23,6               | 23,4               | 23,3               | 22,7               | 21,1               | 17,3               | 13,5               | 19,3               |
| Абсолютний мінімум, °C                     | 6,0                | 7,0                | 6,0                | 14,7               | 17,1               | 20,6               | 20,6               | 20,7               | 17,0               | 12,7               | 5,2                | 1,5                | 1,5                |
| Середня кількість сонячних годин на місяць | 272,8              | 257,1              | 294,5              | 279,0              | 198,4              | 159,0              | 120,9              | 117,8              | 144,0              | 198,4              | 249,0              | 251,1              | 2542,0             |
| Днів з дощем                               | 1,4                | 1,8                | 3,7                | 10,8               | 18,4               | 19,5               | 23,1               | 23,7               | 17,3               | 11,4               | 5,0                | 1,8                | 137,9              |
| Вологість повітря, %                       | 75                 | 67                 | 62                 | 66                 | 76                 | 80                 | 82                 | 84                 | 83                 | 82                 | 79                 | 77                 | 76                 |
| ------------------------------------------ | ------------------ | ------------------ | ------------------ | ------------------ | ------------------ | ------------------ | ------------------ | ------------------ | ------------------ | ------------------ | ------------------ | ------------------ | ------------------ |
| Джерело: Thai Meteorological Department    |                    |                    |                    |                    |                    |                    |                    |                    |                    |                    |                    |                    |                    |

## Транспорт
У десяти кілометрах від центру міста розташований міжнародний аеропорт.

## Цікаве
- Статуя короля Менграя, засновника міста (1239-1317)
- Ват Пхракео Дон Тао — місце, де знайдений знаменитий смарагдовий Будда, який з 1782 зберігається в Ват Пхра Кео в Бангкоці. Витончений розпис і різьблення по дереву.
- Ват Ронг Кхун (วัด ร่อง ขุ่น), більш відомий як Білий храм — незвичайний буддійський храмовий комплекс, будівництво якого розпочато в 1997 і триває донині.
- Ват Пхра Тхат Дой Чом Тхонг — старий храм, в якому король Менграй в 1260 ухвалив рішення заснувати місто Чіанграй.